# Bence Kardos
Bence Kardos (24 maggio 1998) è un pentatleta ungherese.

## Biografia
Si è laureato campione continentale nell'individuale agli europei di Nižnij Novgorod 2021. Ha ottenuto l'oro anche nella classifica a squadre, con i connazionali Bence Demeter e Richárd Bereczki.

## Palmarès
- Europei

Nižnij Novgorod 2021: oro nell'individuale; oro nella gara a squadre;